# Назаренко Яків Ісайович
Яків Ісайович Назаренко (6 серпня 1910, село Грядоч Більського повіту Гродненської губернії, тепер Польща — 21 лютого 1975, село Хибалівка, тепер Куликівського району Чернігівської області) — український радянський діяч, голова колгоспу «Зоря» Куликівського району Чернігівської області, Герой Радянського Союзу (28 квітня 1945). Депутат Верховної Ради УРСР 2-го скликання.

## Біографія
Народився у селі Грядочі Більського повіту Гродненської губернії (за іншими даними — у селі Хибалівка, тепер Куликівського району Чернігівської області ) в родині селянина-бідняка.
Після закінчення початкової школи з 1919 по 1929 рік працював за наймом у сільському господарстві. У 1929—1934 р. — коваль електромеханічного цеху шахти № 5 міста Горлівки на Донбасі.
У 1934—1941 роках — коваль колгоспу «14-річчя Жовтня» Куликівського району Чернігівської області.
У 1941 році був призваний на службу в Робітничо-селянську Червону армію, учасник німецько-радянської війни. Воював на Західному, Південно-Західному фронтах, був розвідником, мінером диверсійних партизанських загонів на Донбасі та у Молдавії. Потім служив мінером, командиром групи 19-го окремого гвардійського батальйону мінерів 3-го Українського фронту. Член ВКП(б) з 1944 року.
До лютого 1945 року командував моторизованою інженерною розвідувальною ротою 12-ї штурмової інженерно-саперної бригади 46-ї армії 3-го Українського фронту. Відзначився під час штурму Будапешта. 12 лютого 1945 року Назаренко на чолі розвідгрупи, повертаючись з бойового завдання, зіткнувся з ворожої колоною і закидав її гранатами. Закріпившись в одному з найближчих будинків, розвідники дванадцять годин тримали оборону, протримавшись до підходу радянських частин. З усієї групи в строю залишилися лише поранений у руку Назаренко з двома товаришами.
Указом Президії Верховної Ради СРСР від 28 квітня 1945 року за зразкове виконання бойових завдань командування і проявлені при цьому мужність і героїзм» старшина Яків Назаренко був удостоєний високого звання Героя Радянського Союзу з врученням ордена Леніна і медалі «Золота Зірка» за номером 8599.
З липня 1946 року — голова колгоспу «Зоря» села Хибалівки Куликівського району Чернігівської області. Потім завідував фермою у колгоспі. Похований у селі Хибалівці Куликівського району Чернігівської області.

## Військове звання
- гвардії старшина

## Нагороди
- Герой Радянського Союзу (28.04.1945)
- орден Леніна (28.04.1945)
- орден Червоного Прапора (28.11.1944)
- орден Слави 2-го ст. (8.06.1944)
- орден Слави 3-го ст. (5.02.1944)
- медаль «За бойові заслуги»
- медалі